# Liuhe (socken i Kina, Shandong)
Liuhe (kinesiska: 六合街道, 六合) är en socken i Kina. Den ligger i provinsen Shandong, i den östra delen av landet, omkring 190 kilometer nordost om provinshuvudstaden Jinan. Antalet invånare är 30 476. Befolkningen består av 14 995 kvinnor och 15 481 män. Barn under 15 år utgör 16,0 %, vuxna 15-64 år 76 %, och äldre över 65 år 7,0 %. Liuhe ligger vid sjön Guhe Shuiku.
Genomsnittlig årsnederbörd är 653 millimeter. Den regnigaste månaden är juli, med i genomsnitt 240 mm nederbörd, och den torraste är januari, med 7 mm nederbörd.